# Fahrenheit 451 (film, 1966)
Pour les articles homonymes, voir Fahrenheit 451 (homonymie).
Pour plus de détails, voir Fiche technique et Distribution.
Fahrenheit 451 est un film britannique de science-fiction réalisé par le cinéaste français François Truffaut, sorti en 1966. Adaptation du roman éponyme de Ray Bradbury, il s'agit du seul film de Truffaut tourné uniquement en anglais.
Dans une société dystopique où la connaissance est considérée comme un danger, les livres sont interdits. Le métier de Guy Montag, pompier, consiste à les repérer et à les détruire par le feu. Sa rencontre avec Clarisse le pousse à remettre son activité en question.
Le titre du film (qui est aussi celui du livre) vient de la température du point d'auto-inflammation du papier exprimé en degrés Fahrenheit, ce qui correspond à 232,78 degrés Celsius.

## Synopsis

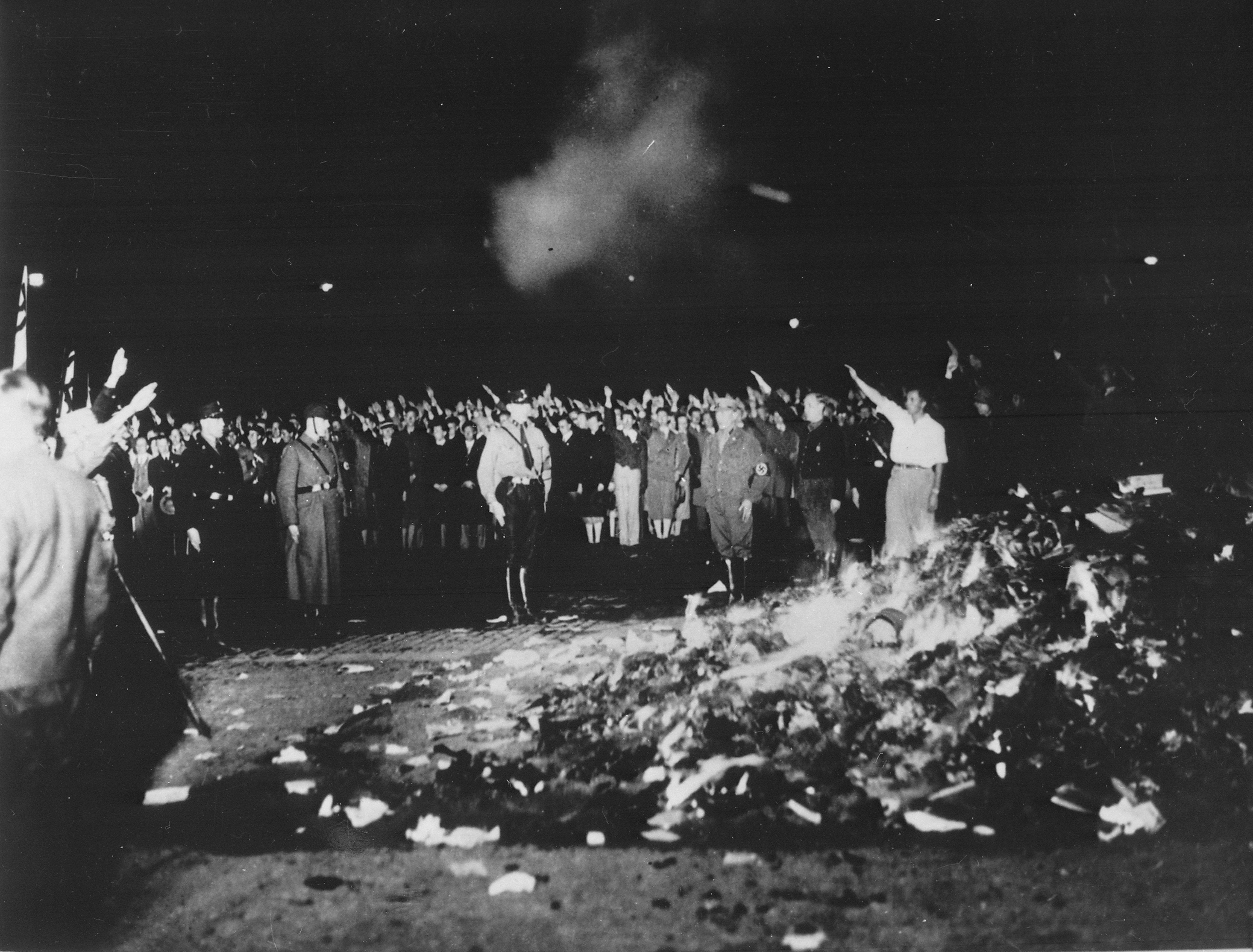
Autodafé de livres (Allemagne en 1933).

Le film présente un avenir proche. Il s'agit d'une société où la tâche des pompiers n’est plus d’éteindre des incendies mais de brûler des livres, car, selon leur gouvernement, la lecture empêche d'être heureux, remplissant les gens d'angoisse. En lisant, les hommes commencent à réfléchir, à analyser et à remettre en question leur vie et la réalité qui les entoure. L’objectif du gouvernement est donc d’empêcher les citoyens d’avoir accès aux livres, dans la mesure où il garantit leur bonheur, afin qu’ils ne remettent pas en question leurs actes.
Dans ce contexte, le pompier Guy Montag, un homme dont la profession est de faire respecter cette loi, rencontre une jeune fille, Clarisse, qui lui explique qu'elle et sa famille sont étiquetées comme antisociales parce qu'elles réfléchissent par elles-mêmes. Cette jeune femme, en plus d'éveiller sa curiosité pour les livres qu'il brûle (notamment David Copperfield de Charles Dickens), fait douter Montag de la réalité de son bonheur. Il commence dès lors à lire, ce qui implique non seulement de contredire les lois qu'il est censé respecter, mais aussi de prendre conscience de la réalité qui l'entoure. Cette situation l'entraîne dans un conflit avec sa femme, Linda, qui participe à une émission interactive dénommée « The Family » et dont elle est une adepte inconditionnelle — elle refuse de sortir du monde qu'elle s'est construit grâce à l'émission de télévision.
Clarisse est obligée d'entrer en clandestinité après avoir été repérée par les pompiers. Elle rencontre une nouvelle fois Montag et annonce son intention de s’échapper auprès des « lecteurs » qui vivent dans une forêt, à l’écart de la société, et mémorisent les livres pour qu’ils ne soient pas oubliés.
Montag décide de quitter son travail mais son épouse dénonce son mari aux pompiers. La dernière mission de Montag le conduit à son domicile, où il est obligé de brûler ses livres. Il met le feu à l'ameublement, tue son capitaine au lance-flammes et s'enfuit. Montag parvient ensuite à retrouver les lecteurs de livres auprès desquels Clarisse s'est réfugiée. Tous deux commencent à mémoriser un livre pour le conserver pour la postérité. Le livre de Montag sera Tales of Mystery & Imagination d'Edgar Allan Poe.

## Fiche technique
- Titre original : Fahrenheit 451
- Réalisation : François Truffaut

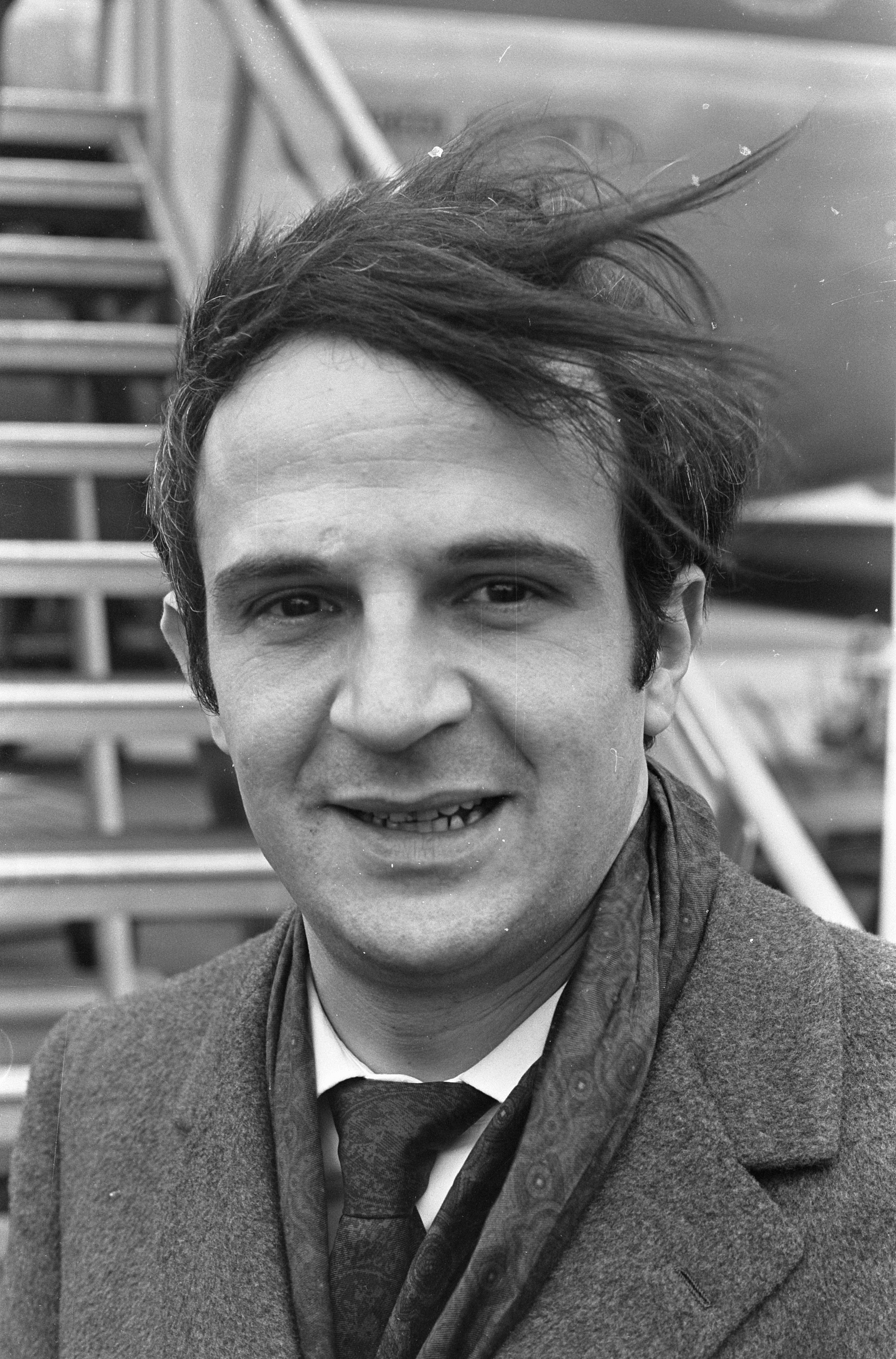
François Truffaut en 1967.

- Scénario : François Truffaut et Jean-Louis Richard, d'après le roman de Ray Bradbury
- Adaptation et traduction: François Truffaut et Michel Salaün
- Producteur : Lewis M. Allen pour Anglo Enterprises et Vineyard Film
- Format : Technicolor - Mono - 1,85:1 - 35mm
- Photo : Nicolas Roeg
- Musique : Bernard Herrmann
- Montage : Thom Noble
- Pays d'origine :  Royaume-Uni
- Langue : Anglais
- Durée : 112 minutes
- Dates de sortie :
  - France : 15 septembre 1966 (première)
  - Royaume-Uni : 16 septembre 1966
- Affiche : Guy-Gérard Noël (France)

## Distribution
- Oskar Werner (VF : Marc Cassot) : Guy Montag
- Julie Christie : Clarisse/Linda Montag
- Cyril Cusack : le capitaine
- Anton Diffring : Fabian
- Jeremy Spenser : l'homme à la pomme
- Bee Duffell : la femme aux livres
- Noel Davis : Présentateur TV
- Don Pickering : Présentateur TV
- Edward Kaye : le judoka (non crédité)
- Mark Lester : second écolier (non crédité)
- Tom Watson : le sergent-instructeur (non crédité)

### Les hommes-livres
Seul Alex Scott est crédité au générique
- Alex Scott : Vie de Henry Brulard de Stendhal
- Michael Balfour : Le Prince de Machiavel
- Yvonne Blake : Réflexions sur la question juive de Jean-Paul Sartre
- Fred Cox : Orgueil
- Frank Cox : Préjugé (Orgueil et Préjugés de Jane Austen)
- Judith Drinan : La République de Platon
- Denis Gilmore : Chroniques martiennes de Ray Bradbury
- David Glover : Les Aventures de M. Pickwick de Charles Dickens
- John Rae : Weir of Hermiston (Hermiston, le juge pendeur) de Robert Louis Stevenson
- Earl Younger : le neveu de Weir of Hermiston

## Les écrits et les écrans dans le film
Le film n'a pas de générique écrit, puisque dans cette société écrire est interdit : la liste des intervenants est dite en voix off au début du film,.
Les écrans de télévision y sont omniprésents. Ils sont en couleurs, interactifs et incrustés dans les murs.
Parmi les nombreux livres qui figurent pour les besoins du film, un certain nombre sont visibles ou nommés, dont quelques classiques. Le tournage ayant eu lieu en Angleterre, les titres des livres sont souvent en anglais.

## Tournage
Le tournage s'est déroulé du 12 janvier au 22 avril 1966 aux Studios de Pinewood et en extérieurs aux environs de Londres. Au cours du tournage, François Truffaut a tenu un journal qu’il fera paraître en livraisons mensuelles dans les Cahiers du cinéma.
Le monorail vu à plusieurs reprises est le prototype SAFEGE, qui a fonctionné dans les années 1960 sur la voie d'essai du métro aérien suspendu à Châteauneuf-sur-Loire (Loiret).

## Musique
Avec ce film, François Truffaut fait une infidélité à son compositeur habituel Georges Delerue, en choisissant Bernard Herrmann qui vient d'arrêter sa collaboration avec Alfred Hitchcock. Ils travailleront de nouveau ensemble l'année suivante pour La Mariée était en noir.

## Critique
Pierre Billard dans L'Express qualifie le film de : « cauchemar trop bien tempéré par François Truffaut : l'intelligence freine l'émotion ».